# The Remains of the Day
The Remains of the Day (Os Despojos do Dia (título em Portugal) ou Os vestígios do Dia (título no Brasil)) é um romance de 1989 do escritor nipo-britânico Kazuo Ishiguro. O trabalho foi premiado com o Man Booker Prize for Fiction em 1989. A adaptação cinematográfica do romance, produzida em 1993, realizada por James Ivory e com Anthony Hopkins e Emma Thompson nos principais papéis, foi nomeada para oito Oscares. 
Kazuo Ishiguro escreveu a obra em apenas 4 semanas.
Como nos dois romances anteriores de Ishiguro, a história é contada a partir do  ponto de vista da primeira pessoa. O narrador, Stevens, um mordomo, lembra a sua vida sob a forma de um diário enquanto a ação avança até ao presente. Grande parte da novela está preocupada com o relacionamento profissional e, acima de tudo, pessoal de Stevens com uma ex-colega, a governanta Miss Kenton.

## Sinopse
O senhor John Farraday está preparado para viajar para os Estados Unidos, e sugere a Stevens, seu mordomo, que durante a sua ausência ele poderia levar o seu automóvel Ford e passar alguns dias fora, em vez de permanecer trancado na mansão de Darlington Hall, que o Sr. Farraday adquiriu após a morte de Lord Darlington, o antigo patrão de Stevens.
Agora, após a transação, a criadagem é composta por quatro pessoas, muito poucas para tanto trabalho. Com a possibilidade de contratar outra pessoa, Stevens decide fazer a viagem e visitar Miss Kenton, a quem acredita, por causa de uma carta, estar ansiosa para retornar à mansão, onde trabalhou como governanta antes de se casar, e que agora mora em outro local.
Ele embarca na viagem, admirando a paisagem inglesa, ao expor considerações sobre sua profissão, lembrando seu pai, também um mordomo, e lembra o momento em que a senhorita Kenton trabalhava em Darlington Hall. Naquela época, realizara-se nesta mansão uma reunião não oficial de personalidades influentes para tentar mitigar certos aspetos do Tratado de Versalhes, que após a I Grande Guerra dominou a Alemanha derrotada, na opinião de Lord Darlington. Durante esta reunião o pai de Stevens morreu, por causa da sua idade avançada, quando trabalhava na mansão como assistente do seu filho.
Depois de vários dias de viagem, Stevens chega à cidade onde vive a senhorita Kenton, agora sra. Benn. Lá, ele se encontra com ela e depois de algumas horas de conversa, descobre que voltou ao marido e percebeu que não tinha intenção de voltar a trabalhar como governanta na mansão Darlington Hall, e que esta fora apenas uma dedução errada da sua parte. Stevens também descobre que ela se casara com o Sr. Benn mais para irritá-lo do que por amor verdadeiro, pois ela estava secretamente apaixonada por si. Mas ao longo do tempo ela veio a amar o seu marido, e agora a sua filha está prestes a se tornar mãe. Com a despedida, termina a viagem de Stevens.

## Capítulos
O romance, dedicado à memória de mistress Leonore Marshall, divide-se em oito partes:
- Prólogo: julho de 1956 · Darlington Hall
- Primeiro dia, de noite · Salisbury
- Segundo dia, de manhã · Salisbury
- Segundo dia, de tarde · Mortimer's Pond, Dorset
- Terceiro dia, de manhã · Taunton, Somerset
- Terceiro dia, de tarde · Moscombe, perto de Tavistock, Devon
- Quarto dia, de tarde · Little Compton, Cornualles
- Sexto dia, de tarde · Weymouth